# Salvador Larroca
Salvador Larroca (Valencia, 1964) è un fumettista spagnolo, noto per il suo lavoro di disegnatore negli Stati Uniti presso la Marvel Comics, su personaggi come gli X-Men, i Fantastici Quattro, i Vendicatori, Dart Fener e Alien. Ha inoltre disegnato la storia BRZRKR: A Faceful of Bullets spin-off della serie BRZRKR scritta da Keanu Reeves uscita nel 2024 e pubblicata in Italia dalla Panini Comics il 12 giugno 2025.
| Controllo di autorità | VIAF (EN) 66104151 · ISNI (EN) 0000 0001 0858 175X · Europeana agent/base/71120 · LCCN (EN) no99033387 · GND (DE) 1192056914 · BNE (ES) XX994564 (data) · BNF (FR) cb13552047m (data) · J9U (EN, HE) 987012500611505171 · NDL (EN, JA) 001239798 |